# Moviment d'Alliberament de Djibouti

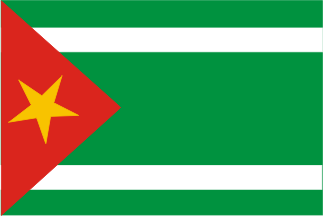
Primera bandera; l'estel podria ser realment blanc

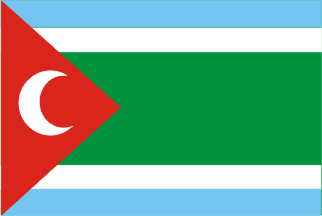
Variant o nova bandera; les franges blaves podrien romandre verdes

El Moviment d'Alliberament de Djibouti (Mouvement de Libération de Djibouti) és un partit polític de Djibouti format el 1967 per l'antic ministre de sanitat del govern autònom, Ahmed Bourhan Omar, a Addis Abeba. Basat en els danakils àfars. La seva seu es va establir a Dire-Dawa i va tenir el suport d'Etiòpia.
La bandera fou verda amb triangle vermell i estel groc (potser realment blanc) al pal, i dos estretes franges horitzontals blanques que simbolitzaven a Etiòpia (avui Eritrea) i Djibouti on viuen els danakil. El vermell era per l'alliberament, el triangle per la justícia i l'estel per la unitat. El verd és el color de la prosperitat dels danakil; el blanc simbolitzava la independència. Posteriorment es va informar d'una variant o modificació en la que l'estel era substituït per una mitja lluna blanca per la religió musulmana; un document parlava del color blau com a representant dels somalis i probablement el color de les dues franges superior i inferior va passar a blau.